# Asplenium × curtissii
Asplenium × curtissii là một loài dương xỉ trong họ Aspleniaceae. Loài này được Underw. mô tả khoa học đầu tiên năm 1906.